# Il giardino che non vedi
Il giardino che non vedi è un album del gruppo musicale italiano Üstmamò, pubblicato nel 2018 dall'etichetta Gutenberg Music.

## Tracce
1. E sai cosa c'è – 5:09
2. Siamo di qua – 4:40
3. Luce mai riposa – 4:37
4. La Luna alla tv – 3:40
5. È come una giostra – 4:46
6. Una volta era meglio – 5:55
7. Ali vive libero – 5:26
8. Sono andato nel campo – 4:22
9. Vieni avvicinati – 5:15
10. Il buio sospeso – 3:38
11. Piccola nave – 3:46

Durata totale: 51:14

## Formazione
- Luca Alfonso Rossi - voce, chitarra, basso, sintetizzatori, piano, organo, songwriting
- Simone Filippi - batteria, organo
- Ezio Bonicelli - chitarra, violino, timpani

Altri musicisti
- Marco Menardi - testo e musica in tracce 3, 4, 5, 11